# Ґардінер Ґрін Габбард
Ґардінер Ґрін Габбард (англ. Gardiner Greene Hubbard; 25 серпня 1822, Бостон — 11 грудня 1897) — перший президент Національного географічного товариства, юрист, бізнесмен, друг і радник президентів, державних діячів і учених.
У його честь названа медаль Габбарда, яку NGS присуджує за видатні дослідження і експедиції.
Після обрання президентом, Габбард заявив: 
| «Мій інтерес до географії такий, який має бути у будь-якої освіченої людини» | 
| «Склад нашого Товариства не буде обмежений професійними географами, але включатиме велике число тих, хто зацікавлений в тому, щоб ми змогли більше дізнатися про той світ, в якому живемо». |
Гардінер Габбард став першим спонсором Александера Грем Бела.